# 엘리자베트 폰 헤센다름슈타트 대공녀
헤센 대공녀 엘리자베트(독일어: Prinzessin Elisabeth von Hessen-Darmstadt und bei Rhein, 1864년 11월 1일 ~ 1918년 7월 18일) 또는 옐리자베타 표도로브나(Елизавета Фёдоровна; Elizaveta Fëdorovna)는 세르게이 알렉산드로비치 대공의 아내로, 시아버지는 러시아 제국의 황제 알렉산드르 2세이다.

## 생애

### 유년기
헤센 대공 루트비히 4세와 대공비 영국의 앨리스 사이에서 차녀로 태어났다. 언니 빅토리아는 엘리자베스 2세의 남편 영국 여왕 부군 필립의 외할머니이며, 여동생 헤센의 알릭스는 니콜라이 2세의 아내로, 러시아의 황후였다.
1878년 어머니와 여동생을 디프테리아로 잃고 외할머니 빅토리아 여왕의 곁에서 자랐다. 아버지 루트비히가 알렉산드르 2세의 황후인 마리아 알렉산드로브나의 조카였기 때문에 어려서부터 러시아의 황족들과 가까이 지냈다. 빼어난 미모와 사람의 시선을 끄는 매력을 지닌 엘리자베트에게는 많은 숭배자들이 있었는데 맨체스터 백작 찰스 몬태규나 헨리 윌슨도 그들 중 하나였다. 또한 사촌 오빠 빌헬름 2세나 바덴 대공 프리드리히 2세의 청혼을 받기도 했지만 이를 모두 거절하였다. 프리드리히 2세의 구혼을 거절한 것을 빅토리아 여왕은 아쉽게 여겼으며, 프리드리히 2세의 외할머니 아우구스타 황후는 노엽게 생각했다.
엘리자베트는 1884년 6월 15일에 어릴 적부터 자주 보고 자란 마리아 황후의 아들 세르게이 대공과 상트페테르부르크의 겨울 궁전 부속 성당에서 결혼했다.

### 러시아 대공비
러시아 황실을 비롯해, 국민들은 아름답고 매력적인 새 대공비 옐리자베타 표도로브나에게 호감을 가졌다. 1891년 옐리자베타는 모스크바 총독이 된 세르게이를 따라 크렘린 궁전으로 이주했다. 부부에게는 평생 아이가 없었는데 옐리자베타는 자주 아이들을 위한 파티를 열었다. 1901년에는 시동생 파벨 알렉산드로비치 대공과 첫 번째 아내와의 사이에서 낳은 마리아 파블로브나 여대공과 드미트리 파블로비치 대공을 대신 돌봐주었다. 1905년 세르게이는 혁명가 청년에게 암살되었고, 옐리자베타는 직접 감옥으로 찾아가 암살범의 구명을 청원했으나 상대가 이를 거부했다고 한다. 남편 사후, 아이들이 각자의 길을 가게 된후 집을 수녀원으로 바꾸고 수녀로 살아간다. 1905년부터 러시아 황실에는 황태자의 혈우병을 고친다는 명목으로 라스푸틴이 드나들기 시작했고, 옐리자베타는 이를 염려해 황제 부처에게 편지를 쓰는 등 노력을 했으나 허사로 끝났다. 이후 라스푸틴은 펠릭스 유수포프에게 암살되었고, 황후는 언니 옐리자베타가 암살에 가담했다고 믿어 자매의 사이는 틀어지게 되었다. 1909년에는 자신의 사재를 털어 수도원을 설립하여 원장으로 취임했고, 모스크바의 병자와 고아들을 돌보았다. 러시아 혁명이 발발하고 나서도 망명하지 않은 채 러시아에 남았다. 그녀는 결국 피에 굶주린 볼셰비키에 잡혀서 1918년 7월 18일 살해되었으며 죽는 순간까지 다른 황족들을 보살폈다고 한다.